# 田子ノ浦部屋 (2000-2012)
田子ノ浦部屋（たごのうらべや）は、かつて日本相撲協会に所属していた出羽海一門の相撲部屋。

## 歴史
1998年（平成10年）9月場所限りで引退して準年寄・久島海として出羽海部屋の部屋付き親方となった後、1999年8月に年寄・田子ノ浦を襲名した14代田子ノ浦が、2000年2月1日付で出羽海部屋から分家独立して大宮市（現・さいたま市西区）高木に田子ノ浦部屋を創設した。2003年12月には東京都江東区へ部屋を移転した。
所属力士の四股名には、当初は師匠の現役時の四股名から1字取って「久」という字がよく使用されていたが、後年は師匠の故郷である和歌山県の海の色に因む「碧」（あお）という字を使用するようになった。2011年7月場所にはブルガリア出身の碧山が新十両へ昇進し、部屋史上初となる関取が誕生して、その後のさらなる弟子育成も期待されていた。
しかし、2012年2月13日に師匠である14代田子ノ浦が急逝し、後継者の資格を有する部屋付きの親方もいなかったため、田子ノ浦部屋は閉鎖された。残された8人の弟子たちは、同じ出羽海一門に所属する出羽海部屋（5人）と春日野部屋（3人）に分割移籍した。同じ部屋の所属力士が2つの部屋に分かれて移籍する例は戦後初のこととなった。なお、力士たちの移籍する部屋が2つに分かれたのは、各人の希望を尊重した結果であるという。
部屋閉鎖後、鳴戸部屋の師匠だった隆の鶴が14代夫人所有だった田子ノ浦の名跡を取得し、部屋名を「田子ノ浦部屋」に改めた。

## 最終所在地
- 東京都江東区北砂7-9-11
  - 東京メトロ東西線南砂町駅徒歩15分

## 師匠
- 14代：田子ノ浦啓人（たごのうら けいひと、前1・久島海、和歌山）

## 閉鎖時点の所属力士

### 春日野部屋へ移籍
- 碧山亘右（前7・ブルガリア）※移籍後に関脇へ昇進
- 碧天大市（下8・大阪）
- 碧己真己樹（三1・大阪）

### 出羽海部屋へ移籍
- 海龍玄氣（下29・和歌山）※移籍後に海龍元生に改名
- 久之虎克太（三31・和歌山）
- 碧の正謙太（三68・大阪）※移籍後に小城ノ正謙太に改名
- 碧海浜翔馬（二3・神奈川）※移籍後に小城ノ浜翔馬に改名
- 碧城景旦（二68・愛知）※移籍後に吉村景太（本名）に改名